# Cuenca de Pelotas

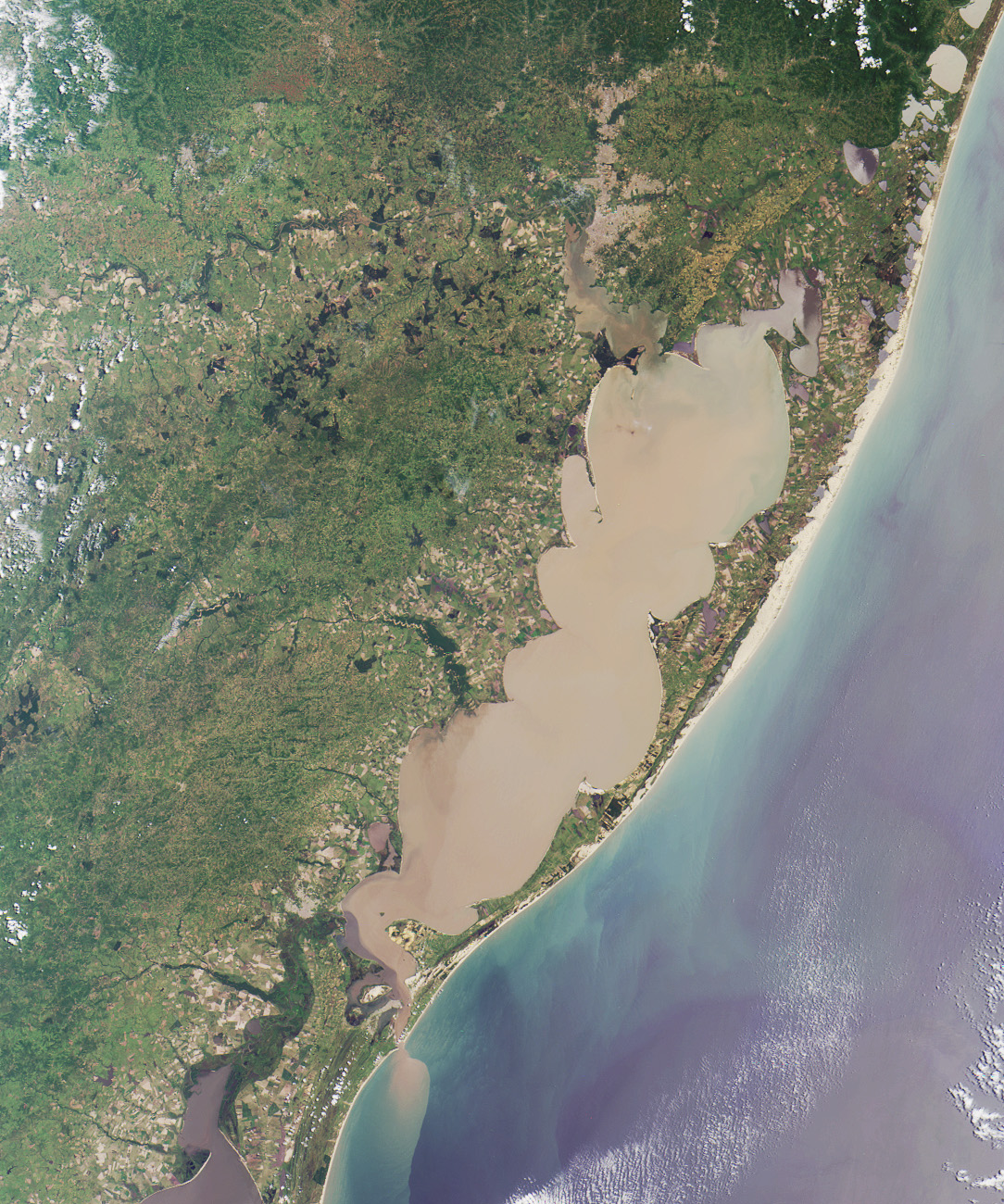
La Laguna de los Patos cubre una gran parte de la parte terrestre de la cuenca de Pelotas

La cuenca de Pelotas es una cuenca sedimentaria principalmente en alta mar de aproximadamente 346 000 kilómetros cuadrados (133 590,7 mi²) en el Atlántico Sur, administrativamente parte de los estados sureños Santa Catarina y Rio Grande do Sul de Brasil y los departamentos Cerro Largo, Rocha y Treinta y Tres de Uruguay.
La cuenca de Pelotas es una de las cuencas que se formaron en los márgenes actuales del Atlántico Sur de Sudamérica y África debido a la ruptura de Gondwana en el Cretácico inferior. La sucesión sedimentaria comenzó como las otras cuencas marginales brasileñas con una serie de basaltos, más jóvenes que las traps de Paraná y Etendeka expuestas en la cuenca del Paraná al oeste, seguidos de sedimentos clásticos y carbonatados marinos someros a más profundos. Aparte de los vecinos del norte, las cuencas de Santos y de Campos, la cuenca de Pelotas carece de una gruesa capa de sal y la capa de presal se asoma justo en el norte de la estratigrafía de la cuenca de Pelotas.
Dentro del margen atlántico brasileño, la cuenca de Pelotas está relativamente poco explorada. Se han perforado veinte pozos de exploración en la porción brasileña de la cuenca con un pozo de exploración en aguas ultraprofundas perforado en el lado uruguayo en 2016. Hasta el momento no se han probado acumulaciones de hidrocarburos en la cuenca.

## Etimología
La cuenca lleva el nombre de la ciudad de Pelotas, ciudad natal de Rodi Ávila Medeiros, el geólogo que estudió la zona.

## Descripción

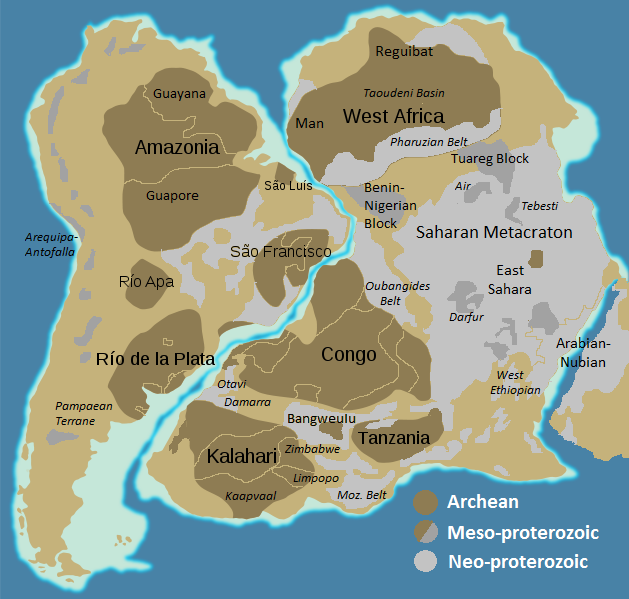
La cuenca de Pelotas se formó con la ruptura de Brasil y África separando el cratón del Río de la Plata del cratón del Kalahari.

La cuenca de Pelotas tiene un tamaño aproximado 346 000 kilómetros cuadrados (133 590,7 mi²), cuenca sedimentaria en su mayoría costa afuera, ubicada en el Atlántico Sur frente a las costas de Brasil y Uruguay. Abarca los estados de Santa Catarina y Rio Grande do Sul, en el sur de Brasil, y los departamentos uruguayos de Cerro Largo, Rocha y Treinta y Tres. Unos 40 900 kilómetros cuadrados (15 791,5 mi²) de la cuenca está en tierra firme. La parte terrestre de la cuenca en Uruguay se denomina localmente cuenca de la laguna Merín.
La cuenca está delimitada por el Alto de Florianópolis, separándola de la cuenca de Santos por el norte y del Alto de Polônio por el sur, formando el límite con la cuenca de Punta del Este. Las cadenas montañosas costeras Serras de Sudeste en Brasil y Cuchilla Grande en Uruguay forman el límite occidental, sustentado por la zona de cizalla de Sierra Ballena. La parte terrestre de la cuenca es atravesada de norte a sur por los ríos Urussanga, Araranguá, Mampituba, Yacuí, Guaíba, Camacuá, Yaguarón y Cebollatí.

### Historia tectónica

La ruptura de Pangea caracterizó el inicio de la formación de la cuenca de Pelotas en el Atlántico Sur, formando al mismo tiempo la cuenca de Namibia en África.

Se han identificado cinco etapas tectónicas en las cuencas brasileñas:
1. Etapa previa al rift: Jurásico a Valanginiense
2. Etapa durante el rift: Hauteriviense a Barremiense tardío
3. Etapa de hundimiento: Barremiense tardío a Aptiense tardío
4. Etapa posterior al rift - Albiense temprano a medio
5. Etapa de deriva: finales del Albiense al Holoceno

Mientras que las cuencas al norte de la cuenca de Pelotas, las cuencas de Santos, de Campos y Espírito Santo, se caracterizan por una secuencia espesa de sal y una capa de presal acompañante, las evaporitas están casi ausentes en la cuenca de Pelotas.

### Estratigrafía
La sucesión sedimentaria de la cuenca de Pelotas está sustentada por una corteza continental extremadamente deformada (muy estirada, adelgazada y fallada), cubierta por fosas que pueden alcanzar espesores de más de 20 kilómetros (65 616,8 pies). La naturaleza de la corteza inferior debajo de la cuenca de Pelotas sigue siendo incierta, pero por analogía con el margen conjugado de Namibia, puede corresponder a una interfaz de manto de corteza ígnea de alta densidad invadida por la pluma de Tristan de Acuña. El límite terrestre central de la cuenca está formado por el batolito Pelotas del Neoproterozoico. La estratigrafía de la cuenca de Pelotas y de la cuenca de Punta del Este al sur tuvieron una historia diferente debido al paleoalto del Polônio hasta el Maastrichtiense superior.

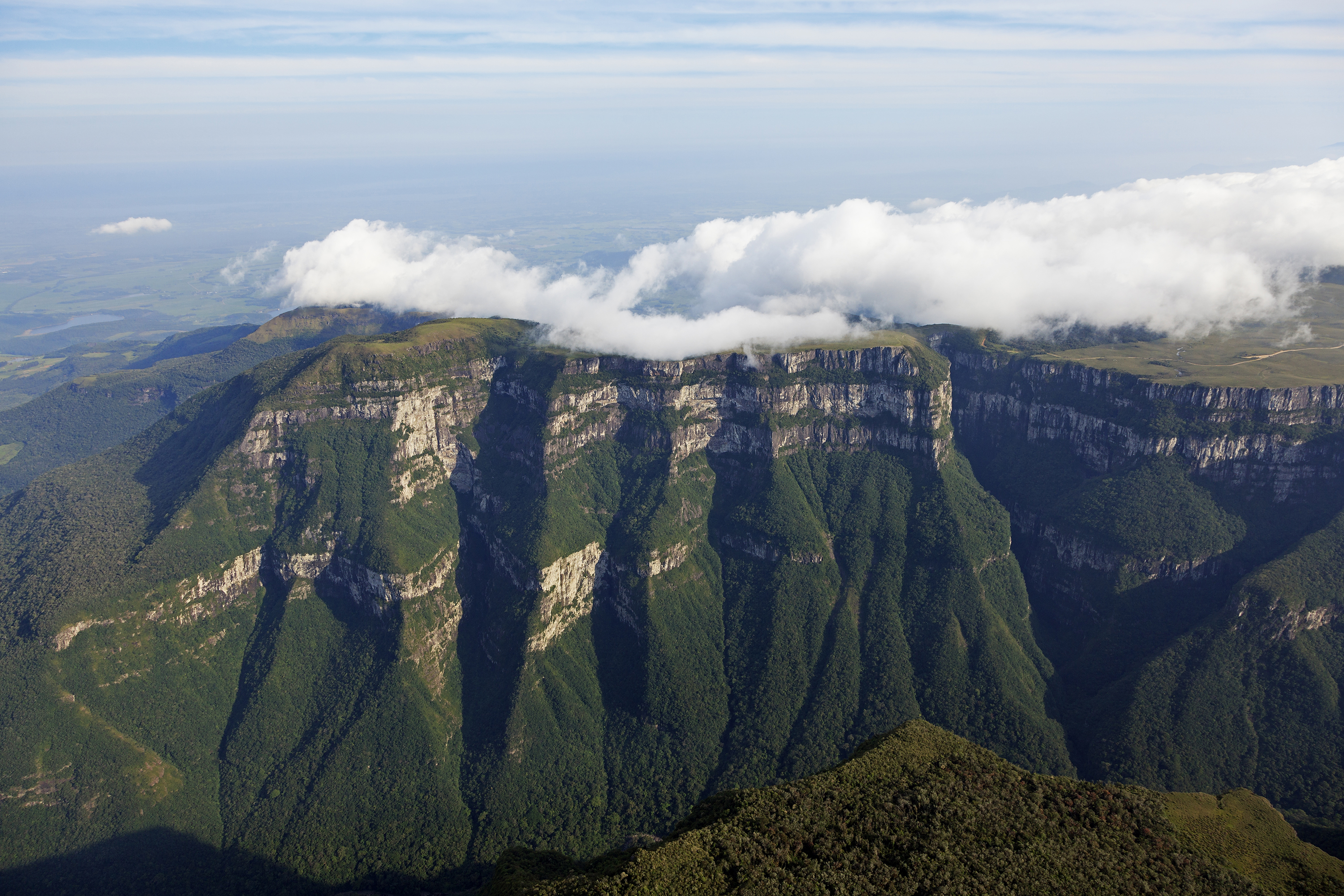
Los basaltos de la formación Serra Geral están expuestos en el cañón de Fortaleza, en el Parque Nacional de la Sierra Geral.

La secuencia de la cuenca comienza con la formación Imbituba, una unidad formada por rocas volcánicas basálticas. Partes de estas rocas se han fechado en edades entre 125 ± 0,7 Ma y 118 ± 1,9 Ma, más recientes que la formación basáltica de inundación Serra Geral de las traps de Paraná y Etendeka al oeste en la cuenca del Paraná. Los basaltos están expuestos en el parque nacional de la Sierra Geral como un acantilado de unos 700 m de altura. Los conglomerados, limolitas y diamictitas de la formación Cassino representan la parte superior de la discordancia de ruptura de Gondwana, data del Aptiense medio. El ambiente depositacional ha sido interpretado como fluvio-deltaico a lacustre. A la formación le siguen las rocas volcánicas de la formación Curumim, fechados en 113 ± 0,1 Ma, y pequeñas incursiones en la zona norte de la cuenca de Pelotas de la formación Ariri, las evaporitas que forman la capa de sal en la cuenca de Santos al norte.
El rápido hundimiento del Albiense al Turoniense creó una amplia plataforma marina con áreas elevadas en el norte debido al domo de la formación Curumim. En esta plataforma se depositaron las calizas marinas y siliciclásticas de la formación Porto Belo. Las lutitas comprenden la deposición marina exterior de esta unidad estratigráfica, considerada como una potencial roca generadora. Sobre la formación Porto Belo se encuentran las formaciones Tramandaí proximal y Atlántida distal, compuestas de clásticos fluviales a aluviales de grano grueso, intercalados con limolitas y lutitas. Esta fase es característica de una transgresión prolongada a gran escala que duró hasta el Oligoceno. Como en otras áreas del margen continental brasileño, el Turoniense superior está marcado por una discordancia regional.
La secuencia del Cretácico Tardío a reciente se subdivide en la formación Cidreira proximal, relacionada con la progradación fluvial del Río Grande, y una parte distal conocida como formación Imbé, constituida por lutitas, intercaladas con limolitas esporádicas y areniscas de grano fino. La serie transgresiva se ve interrumpida por la presencia de varios hiatos del Paleógeno, que aparecen también en el Mioceno regresivo a lechos recientes. Las discordancias se han analizado en detalle utilizando relaciones 87Sr/86Sr.

## Exploración
La cuenca de Pelotas está relativamente poco explorada. La parte brasileña de la cuenca tenía un total de veinte pozos de exploración perforados hasta 2017. Los primeros ocho pozos se perforaron en la sección terrestre en las décadas de 1950 y 1960. Después de adquirir un estudio sísmico en la década de 1970, se perforaron siete pozos más en la parte poco profunda de la costa. Otros cinco pozos marinos fueron perforados entre 1995 y 2001. El primer y hasta ahora único pozo perforado en la parte uruguaya de la cuenca se perforó en 2016. Aún no se han descubierto acumulaciones de hidrocarburos en la cuenca de Pelotas. Un área de exploración de aproximadamente 15 000 kilómetros cuadrados (5791,5 mi²) fue ofrecido en la Ronda de Licitación de Brasil de 2017.